# Списак епизода серије У клинчу
Прве 3 сезоне серија У клинчу  емитовале су се на каналу РТС 1  и обориле су све рекорде гледаности, те је тако ова серија од тинејџерске  прерасла у породичну серију.

## Преглед
| Сезона | Сезона | Епизоде | Епизоде | Оригинално емитовање | Оригинално емитовање |
| Сезона | Сезона | Епизоде | Епизоде | Премијера            | Финале               |
| ------ | ------ | ------- | ------- | -------------------- | -------------------- |
|        | 1.     | 30      | 30      | 29. август 2022.     | 10. октобар 2022.    |
|        | 2.     | 30      | 30      | 30. март 2023.       | 15. мај 2023.        |
|        | 3.     | 30      | 30      | 8. април 2024.       | 20. мај 2024.        |

## Епизоде

### 1. сезона (2022)
| Бр. еп. (укупно) | Бр. еп. (у сезони) | Наслов         | Редитељ                                | Сценариста                                                    | Премијера           |
| ---------------- | ------------------ | -------------- | -------------------------------------- | ------------------------------------------------------------- | ------------------- |
| 1                | 1                  | „Епизода 1.1”  | Данило Бећковић и Небојша Радосављевић | Иван Станчић, Филип Вујошевић, Душан Булић и Славиша Павловић | 29. август 2022.    |
| 2                | 2                  | „Епизода 1.2”  | Данило Бећковић и Небојша Радосављевић | Иван Станчић, Филип Вујошевић, Душан Булић и Славиша Павловић | 30. август 2022.    |
| 3                | 3                  | „Епизода 1.3”  | Данило Бећковић и Небојша Радосављевић | Иван Станчић, Филип Вујошевић, Душан Булић и Славиша Павловић | 31. август 2022.    |
| 4                | 4                  | „Епизода 1.4”  | Данило Бећковић и Небојша Радосављевић | Иван Станчић, Филип Вујошевић, Душан Булић и Славиша Павловић | 1. септембар 2022.  |
| 5                | 5                  | „Епизода 1.5”  | Данило Бећковић и Небојша Радосављевић | Иван Станчић, Филип Вујошевић, Душан Булић и Славиша Павловић | 2. септембар 2022.  |
| 6                | 6                  | „Епизода 1.6”  | Данило Бећковић и Небојша Радосављевић | Иван Станчић, Филип Вујошевић, Душан Булић и Славиша Павловић | 5. септембар 2022.  |
| 7                | 7                  | „Епизода 1.7”  | Данило Бећковић и Небојша Радосављевић | Иван Станчић, Филип Вујошевић, Душан Булић и Славиша Павловић | 6. септембар 2022.  |
| 8                | 8                  | „Епизода 1.8”  | Данило Бећковић и Небојша Радосављевић | Иван Станчић, Филип Вујошевић, Душан Булић и Славиша Павловић | 7. септембар 2022.  |
| 9                | 9                  | „Епизода 1.9”  | Данило Бећковић и Небојша Радосављевић | Иван Станчић, Филип Вујошевић, Душан Булић и Славиша Павловић | 9. септембар 2022.  |
| 10               | 10                 | „Епизода 1.10” | Данило Бећковић и Небојша Радосављевић | Иван Станчић, Филип Вујошевић, Душан Булић и Славиша Павловић | 12. септембар 2022. |
| 11               | 11                 | „Епизода 1.11” | Данило Бећковић и Небојша Радосављевић | Иван Станчић, Филип Вујошевић, Душан Булић и Славиша Павловић | 13. септембар 2022. |
| 12               | 12                 | „Епизода 1.12” | Данило Бећковић и Небојша Радосављевић | Иван Станчић, Филип Вујошевић, Душан Булић и Славиша Павловић | 14. септембар 2022. |
| 13               | 13                 | „Епизода 1.13” | Данило Бећковић и Небојша Радосављевић | Иван Станчић, Филип Вујошевић, Душан Булић и Славиша Павловић | 15. септембар 2022. |
| 14               | 14                 | „Епизода 1.14” | Данило Бећковић и Небојша Радосављевић | Иван Станчић, Филип Вујошевић, Душан Булић и Славиша Павловић | 16. септембар 2022. |
| 15               | 15                 | „Епизода 1.15” | Данило Бећковић и Небојша Радосављевић | Иван Станчић, Филип Вујошевић, Душан Булић и Славиша Павловић | 19. септембар 2022. |
| 16               | 16                 | „Епизода 1.16” | Данило Бећковић и Небојша Радосављевић | Иван Станчић, Филип Вујошевић, Душан Булић и Славиша Павловић | 20. септембар 2022. |
| 17               | 17                 | „Епизода 1.17” | Данило Бећковић и Небојша Радосављевић | Иван Станчић, Филип Вујошевић, Душан Булић и Славиша Павловић | 21. септембар 2022. |
| 18               | 18                 | „Епизода 1.18” | Данило Бећковић и Небојша Радосављевић | Иван Станчић, Филип Вујошевић, Душан Булић и Славиша Павловић | 22. септембар 2022. |
| 19               | 19                 | „Епизода 1.19” | Данило Бећковић и Небојша Радосављевић | Иван Станчић, Филип Вујошевић, Душан Булић и Славиша Павловић | 23. септембар 2022. |
| 20               | 20                 | „Епизода 1.20” | Данило Бећковић и Небојша Радосављевић | Иван Станчић, Филип Вујошевић, Душан Булић и Славиша Павловић | 26. септембар 2022. |
| 21               | 21                 | „Епизода 1.21” | Данило Бећковић и Небојша Радосављевић | Иван Станчић, Филип Вујошевић, Душан Булић и Славиша Павловић | 27. септембар 2022. |
| 22               | 22                 | „Епизода 1.22” | Данило Бећковић и Небојша Радосављевић | Иван Станчић, Филип Вујошевић, Душан Булић и Славиша Павловић | 28. септембар 2022. |
| 23               | 23                 | „Епизода 1.23” | Данило Бећковић и Небојша Радосављевић | Иван Станчић, Филип Вујошевић, Душан Булић и Славиша Павловић | 29. септембар 2022. |
| 24               | 24                 | „Епизода 1.24” | Данило Бећковић и Небојша Радосављевић | Иван Станчић, Филип Вујошевић, Душан Булић и Славиша Павловић | 30. септембар 2022. |
| 25               | 25                 | „Епизода 1.25” | Данило Бећковић и Небојша Радосављевић | Иван Станчић, Филип Вујошевић, Душан Булић и Славиша Павловић | 3. октобар 2022.    |
| 26               | 26                 | „Епизода 1.26” | Данило Бећковић и Небојша Радосављевић | Иван Станчић, Филип Вујошевић, Душан Булић и Славиша Павловић | 4. октобар 2022.    |
| 27               | 27                 | „Епизода 1.27” | Данило Бећковић и Небојша Радосављевић | Иван Станчић, Филип Вујошевић, Душан Булић и Славиша Павловић | 5. октобар 2022.    |
| 28               | 28                 | „Епизода 1.28” | Данило Бећковић и Небојша Радосављевић | Иван Станчић, Филип Вујошевић, Душан Булић и Славиша Павловић | 6. октобар 2022.    |
| 29               | 29                 | „Епизода 1.29” | Данило Бећковић и Небојша Радосављевић | Иван Станчић, Филип Вујошевић, Душан Булић и Славиша Павловић | 7. октобар 2022.    |
| 30               | 30                 | „Епизода 1.30” | Данило Бећковић и Небојша Радосављевић | Иван Станчић, Филип Вујошевић, Душан Булић и Славиша Павловић | 10. октобар 2022.   |

### 2. сезона (2023)
| Бр. еп. (укупно) | Бр. еп. (у сезони) | Наслов         | Редитељ                                                 | Сценариста                                                                                      | Премијера       |
| ---------------- | ------------------ | -------------- | ------------------------------------------------------- | ----------------------------------------------------------------------------------------------- | --------------- |
| 31               | 1                  | „Епизода 2.1”  | Данило Бећковић, Небојша Радосављевић и Љубомир Божовић | Иван Станчић, Ана Марковић, Бранислав Черњев, Милица Радојчић, Никола Ђобовић и Горан Старчевић | 30. март 2023.  |
| 32               | 2                  | „Епизода 2.2”  | Данило Бећковић, Небојша Радосављевић и Љубомир Божовић | Иван Станчић, Ана Марковић, Бранислав Черњев, Милица Радојчић, Никола Ђобовић и Горан Старчевић | 31. март 2023.  |
| 33               | 3                  | „Епизода 2.3”  | Данило Бећковић, Небојша Радосављевић и Љубомир Божовић | Иван Станчић, Ана Марковић, Бранислав Черњев, Милица Радојчић, Никола Ђобовић и Горан Старчевић | 3. април 2023.  |
| 34               | 4                  | „Епизода 2.4”  | Данило Бећковић, Небојша Радосављевић и Љубомир Божовић | Иван Станчић, Ана Марковић, Бранислав Черњев, Милица Радојчић, Никола Ђобовић и Горан Старчевић | 4. април 2023.  |
| 35               | 5                  | „Епизода 2.5”  | Данило Бећковић, Небојша Радосављевић и Љубомир Божовић | Иван Станчић, Ана Марковић, Бранислав Черњев, Милица Радојчић, Никола Ђобовић и Горан Старчевић | 5. април 2023.  |
| 36               | 6                  | „Епизода 2.6”  | Данило Бећковић, Небојша Радосављевић и Љубомир Божовић | Иван Станчић, Ана Марковић, Бранислав Черњев, Милица Радојчић, Никола Ђобовић и Горан Старчевић | 6. април 2023.  |
| 37               | 7                  | „Епизода 2.7”  | Данило Бећковић, Небојша Радосављевић и Љубомир Божовић | Иван Станчић, Ана Марковић, Бранислав Черњев, Милица Радојчић, Никола Ђобовић и Горан Старчевић | 7. април 2023.  |
| 38               | 8                  | „Епизода 2.8”  | Данило Бећковић, Небојша Радосављевић и Љубомир Божовић | Иван Станчић, Ана Марковић, Бранислав Черњев, Милица Радојчић, Никола Ђобовић и Горан Старчевић | 10. април 2023. |
| 39               | 9                  | „Епизода 2.9”  | Данило Бећковић, Небојша Радосављевић и Љубомир Божовић | Иван Станчић, Ана Марковић, Бранислав Черњев, Милица Радојчић, Никола Ђобовић и Горан Старчевић | 11. април 2023. |
| 40               | 10                 | „Епизода 2.10” | Данило Бећковић, Небојша Радосављевић и Љубомир Божовић | Иван Станчић, Ана Марковић, Бранислав Черњев, Милица Радојчић, Никола Ђобовић и Горан Старчевић | 12. април 2023. |
| 41               | 11                 | „Епизода 2.11” | Данило Бећковић, Небојша Радосављевић и Љубомир Божовић | Иван Станчић, Ана Марковић, Бранислав Черњев, Милица Радојчић, Никола Ђобовић и Горан Старчевић | 13. април 2023. |
| 42               | 12                 | „Епизода 2.12” | Данило Бећковић, Небојша Радосављевић и Љубомир Божовић | Иван Станчић, Ана Марковић, Бранислав Черњев, Милица Радојчић, Никола Ђобовић и Горан Старчевић | 14. април 2023. |
| 43               | 13                 | „Епизода 2.13” | Данило Бећковић, Небојша Радосављевић и Љубомир Божовић | Иван Станчић, Ана Марковић, Бранислав Черњев, Милица Радојчић, Никола Ђобовић и Горан Старчевић | 17. април 2023. |
| 44               | 14                 | „Епизода 2.14” | Данило Бећковић, Небојша Радосављевић и Љубомир Божовић | Иван Станчић, Ана Марковић, Бранислав Черњев, Милица Радојчић, Никола Ђобовић и Горан Старчевић | 18. април 2023. |
| 45               | 15                 | „Епизода 2.15” | Данило Бећковић, Небојша Радосављевић и Љубомир Божовић | Иван Станчић, Ана Марковић, Бранислав Черњев, Милица Радојчић, Никола Ђобовић и Горан Старчевић | 19. април 2023. |
| 46               | 16                 | „Епизода 2.16” | Данило Бећковић, Небојша Радосављевић и Љубомир Божовић | Иван Станчић, Ана Марковић, Бранислав Черњев, Милица Радојчић, Никола Ђобовић и Горан Старчевић | 20. април 2023. |
| 47               | 17                 | „Епизода 2.17” | Данило Бећковић, Небојша Радосављевић и Љубомир Божовић | Иван Станчић, Ана Марковић, Бранислав Черњев, Милица Радојчић, Никола Ђобовић и Горан Старчевић | 21. април 2023. |
| 48               | 18                 | „Епизода 2.18” | Данило Бећковић, Небојша Радосављевић и Љубомир Божовић | Иван Станчић, Ана Марковић, Бранислав Черњев, Милица Радојчић, Никола Ђобовић и Горан Старчевић | 24. април 2023. |
| 49               | 19                 | „Епизода 2.19” | Данило Бећковић, Небојша Радосављевић и Љубомир Божовић | Иван Станчић, Ана Марковић, Бранислав Черњев, Милица Радојчић, Никола Ђобовић и Горан Старчевић | 25. април 2023. |
| 50               | 20                 | „Епизода 2.20” | Данило Бећковић, Небојша Радосављевић и Љубомир Божовић | Иван Станчић, Ана Марковић, Бранислав Черњев, Милица Радојчић, Никола Ђобовић и Горан Старчевић | 26. април 2023. |
| 51               | 21                 | „Епизода 2.21” | Данило Бећковић, Небојша Радосављевић и Љубомир Божовић | Иван Станчић, Ана Марковић, Бранислав Черњев, Милица Радојчић, Никола Ђобовић и Горан Старчевић | 27. април 2023. |
| 52               | 22                 | „Епизода 2.22” | Данило Бећковић, Небојша Радосављевић и Љубомир Божовић | Иван Станчић, Ана Марковић, Бранислав Черњев, Милица Радојчић, Никола Ђобовић и Горан Старчевић | 28. април 2023. |
| 53               | 23                 | „Епизода 2.23” | Данило Бећковић, Небојша Радосављевић и Љубомир Божовић | Иван Станчић, Ана Марковић, Бранислав Черњев, Милица Радојчић, Никола Ђобовић и Горан Старчевић | 1. мај 2023.    |
| 54               | 24                 | „Епизода 2.24” | Данило Бећковић, Небојша Радосављевић и Љубомир Божовић | Иван Станчић, Ана Марковић, Бранислав Черњев, Милица Радојчић, Никола Ђобовић и Горан Старчевић | 2. мај 2023.    |
| 55               | 25                 | „Епизода 2.25” | Данило Бећковић, Небојша Радосављевић и Љубомир Божовић | Иван Станчић, Ана Марковић, Бранислав Черњев, Милица Радојчић, Никола Ђобовић и Горан Старчевић | 8. мај 2023.    |
| 56               | 26                 | „Епизода 2.26” | Данило Бећковић, Небојша Радосављевић и Љубомир Божовић | Иван Станчић, Ана Марковић, Бранислав Черњев, Милица Радојчић, Никола Ђобовић и Горан Старчевић | 9. мај 2023.    |
| 57               | 27                 | „Епизода 2.27” | Данило Бећковић, Небојша Радосављевић и Љубомир Божовић | Иван Станчић, Ана Марковић, Бранислав Черњев, Милица Радојчић, Никола Ђобовић и Горан Старчевић | 10. мај 2023.   |
| 58               | 28                 | „Епизода 2.28” | Данило Бећковић, Небојша Радосављевић и Љубомир Божовић | Иван Станчић, Ана Марковић, Бранислав Черњев, Милица Радојчић, Никола Ђобовић и Горан Старчевић | 11. мај 2023.   |
| 59               | 29                 | „Епизода 2.29” | Данило Бећковић, Небојша Радосављевић и Љубомир Божовић | Иван Станчић, Ана Марковић, Бранислав Черњев, Милица Радојчић, Никола Ђобовић и Горан Старчевић | 12. мај 2023.   |
| 60               | 30                 | „Епизода 2.30” | Данило Бећковић, Небојша Радосављевић и Љубомир Божовић | Иван Станчић, Ана Марковић, Бранислав Черњев, Милица Радојчић, Никола Ђобовић и Горан Старчевић | 15. мај 2023.   |

### 3. сезона (2024)
| Бр. еп. (укупно) | Бр. еп. (у сезони) | Наслов         | Редитељ                                | Сценариста                                                                                      | Премијера       |
| ---------------- | ------------------ | -------------- | -------------------------------------- | ----------------------------------------------------------------------------------------------- | --------------- |
| 61               | 1                  | „Епизода 3.1”  | Небојша Радосављевић и Љубомир Божовић | Иван Станчић, Ана Марковић, Бранислав Черњев, Милица Радојчић, Никола Ђобовић и Горан Старчевић | 8. април 2024.  |
| 62               | 2                  | „Епизода 3.2”  | Небојша Радосављевић и Љубомир Божовић | Иван Станчић, Ана Марковић, Бранислав Черњев, Милица Радојчић, Никола Ђобовић и Горан Старчевић | 9. април 2024.  |
| 63               | 3                  | „Епизода 3.3”  | Небојша Радосављевић и Љубомир Божовић | Иван Станчић, Ана Марковић, Бранислав Черњев, Милица Радојчић, Никола Ђобовић и Горан Старчевић | 10. април 2024. |
| 64               | 4                  | „Епизода 3.4”  | Небојша Радосављевић и Љубомир Божовић | Иван Станчић, Ана Марковић, Бранислав Черњев, Милица Радојчић, Никола Ђобовић и Горан Старчевић | 11. април 2024. |
| 65               | 5                  | „Епизода 3.5”  | Небојша Радосављевић и Љубомир Божовић | Иван Станчић, Ана Марковић, Бранислав Черњев, Милица Радојчић, Никола Ђобовић и Горан Старчевић | 12. април 2024. |
| 66               | 6                  | „Епизода 3.6”  | Небојша Радосављевић и Љубомир Божовић | Иван Станчић, Ана Марковић, Бранислав Черњев, Милица Радојчић, Никола Ђобовић и Горан Старчевић | 15. април 2024. |
| 67               | 7                  | „Епизода 3.7”  | Небојша Радосављевић и Љубомир Божовић | Иван Станчић, Ана Марковић, Бранислав Черњев, Милица Радојчић, Никола Ђобовић и Горан Старчевић | 16. април 2024. |
| 68               | 8                  | „Епизода 3.8”  | Небојша Радосављевић и Љубомир Божовић | Иван Станчић, Ана Марковић, Бранислав Черњев, Милица Радојчић, Никола Ђобовић и Горан Старчевић | 17. април 2024. |
| 69               | 9                  | „Епизода 3.9”  | Небојша Радосављевић и Љубомир Божовић | Иван Станчић, Ана Марковић, Бранислав Черњев, Милица Радојчић, Никола Ђобовић и Горан Старчевић | 18. април 2024. |
| 70               | 10                 | „Епизода 3.10” | Небојша Радосављевић и Љубомир Божовић | Иван Станчић, Ана Марковић, Бранислав Черњев, Милица Радојчић, Никола Ђобовић и Горан Старчевић | 19. април 2024. |
| 71               | 11                 | „Епизода 3.11” | Небојша Радосављевић и Љубомир Божовић | Иван Станчић, Ана Марковић, Бранислав Черњев, Милица Радојчић, Никола Ђобовић и Горан Старчевић | 23. април 2024. |
| 72               | 12                 | „Епизода 3.12” | Небојша Радосављевић и Љубомир Божовић | Иван Станчић, Ана Марковић, Бранислав Черњев, Милица Радојчић, Никола Ђобовић и Горан Старчевић | 24. април 2024. |
| 73               | 13                 | „Епизода 3.13” | Небојша Радосављевић и Љубомир Божовић | Иван Станчић, Ана Марковић, Бранислав Черњев, Милица Радојчић, Никола Ђобовић и Горан Старчевић | 25. април 2024. |
| 74               | 14                 | „Епизода 3.14” | Небојша Радосављевић и Љубомир Божовић | Иван Станчић, Ана Марковић, Бранислав Черњев, Милица Радојчић, Никола Ђобовић и Горан Старчевић | 26. април 2024. |
| 75               | 15                 | „Епизода 3.15” | Небојша Радосављевић и Љубомир Божовић | Иван Станчић, Ана Марковић, Бранислав Черњев, Милица Радојчић, Никола Ђобовић и Горан Старчевић | 29. април 2024. |
| 76               | 16                 | „Епизода 3.16” | Небојша Радосављевић и Љубомир Божовић | Иван Станчић, Ана Марковић, Бранислав Черњев, Милица Радојчић, Никола Ђобовић и Горан Старчевић | 30. април 2024. |
| 77               | 17                 | „Епизода 3.17” | Небојша Радосављевић и Љубомир Божовић | Иван Станчић, Ана Марковић, Бранислав Черњев, Милица Радојчић, Никола Ђобовић и Горан Старчевић | 1. мај 2024.    |
| 78               | 18                 | „Епизода 3.18” | Небојша Радосављевић и Љубомир Божовић | Иван Станчић, Ана Марковић, Бранислав Черњев, Милица Радојчић, Никола Ђобовић и Горан Старчевић | 2. мај 2024.    |
| 79               | 19                 | „Епизода 3.19” | Небојша Радосављевић и Љубомир Божовић | Иван Станчић, Ана Марковић, Бранислав Черњев, Милица Радојчић, Никола Ђобовић и Горан Старчевић | 6. мај 2024.    |
| 80               | 20                 | „Епизода 3.20” | Небојша Радосављевић и Љубомир Божовић | Иван Станчић, Ана Марковић, Бранислав Черњев, Милица Радојчић, Никола Ђобовић и Горан Старчевић | 8. мај 2024.    |
| 81               | 21                 | „Епизода 3.21” | Небојша Радосављевић и Љубомир Божовић | Иван Станчић, Ана Марковић, Бранислав Черњев, Милица Радојчић, Никола Ђобовић и Горан Старчевић | 9. мај 2024.    |
| 82               | 22                 | „Епизода 3.22” | Небојша Радосављевић и Љубомир Божовић | Иван Станчић, Ана Марковић, Бранислав Черњев, Милица Радојчић, Никола Ђобовић и Горан Старчевић | 10. мај 2024.   |
| 83               | 23                 | „Епизода 3.23” | Небојша Радосављевић и Љубомир Божовић | Иван Станчић, Ана Марковић, Бранислав Черњев, Милица Радојчић, Никола Ђобовић и Горан Старчевић | 13. мај 2024.   |
| 84               | 24                 | „Епизода 3.24” | Небојша Радосављевић и Љубомир Божовић | Иван Станчић, Ана Марковић, Бранислав Черњев, Милица Радојчић, Никола Ђобовић и Горан Старчевић | 14. мај 2024.   |
| 85               | 25                 | „Епизода 3.25” | Небојша Радосављевић и Љубомир Божовић | Иван Станчић, Ана Марковић, Бранислав Черњев, Милица Радојчић, Никола Ђобовић и Горан Старчевић | 15. мај 2024.   |
| 86               | 26                 | „Епизода 3.26” | Небојша Радосављевић и Љубомир Божовић | Иван Станчић, Ана Марковић, Бранислав Черњев, Милица Радојчић, Никола Ђобовић и Горан Старчевић | 16. мај 2024.   |
| 87               | 27                 | „Епизода 3.27” | Небојша Радосављевић и Љубомир Божовић | Иван Станчић, Ана Марковић, Бранислав Черњев, Милица Радојчић, Никола Ђобовић и Горан Старчевић | 17. мај 2024.   |
| 88               | 28                 | „Епизода 3.28” | Небојша Радосављевић и Љубомир Божовић | Иван Станчић, Ана Марковић, Бранислав Черњев, Милица Радојчић, Никола Ђобовић и Горан Старчевић | 18. мај 2024.   |
| 89               | 29                 | „Епизода 3.29” | Небојша Радосављевић и Љубомир Божовић | Иван Станчић, Ана Марковић, Бранислав Черњев, Милица Радојчић, Никола Ђобовић и Горан Старчевић | 19. мај 2024.   |
| 90               | 30                 | „Епизода 3.30” | Небојша Радосављевић и Љубомир Божовић | Иван Станчић, Ана Марковић, Бранислав Черњев, Милица Радојчић, Никола Ђобовић и Горан Старчевић | 20. мај 2024.   |